# الغابات المختلطة

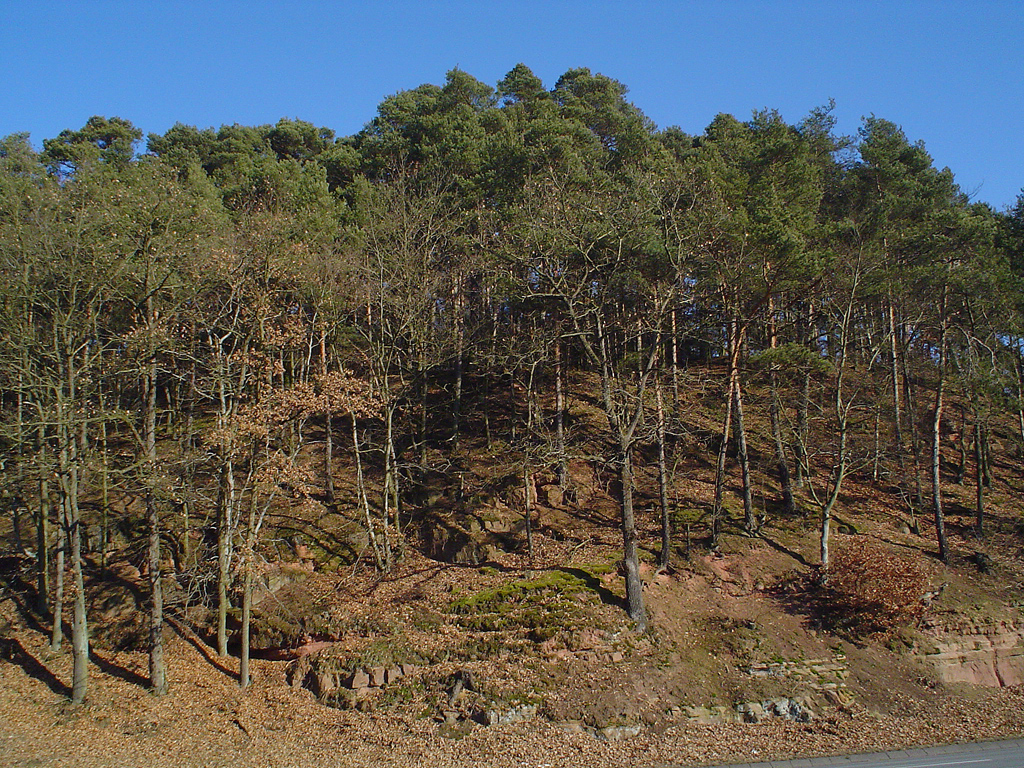
الزان - غابة صنوبر مختلطة على جبال ماربورغ

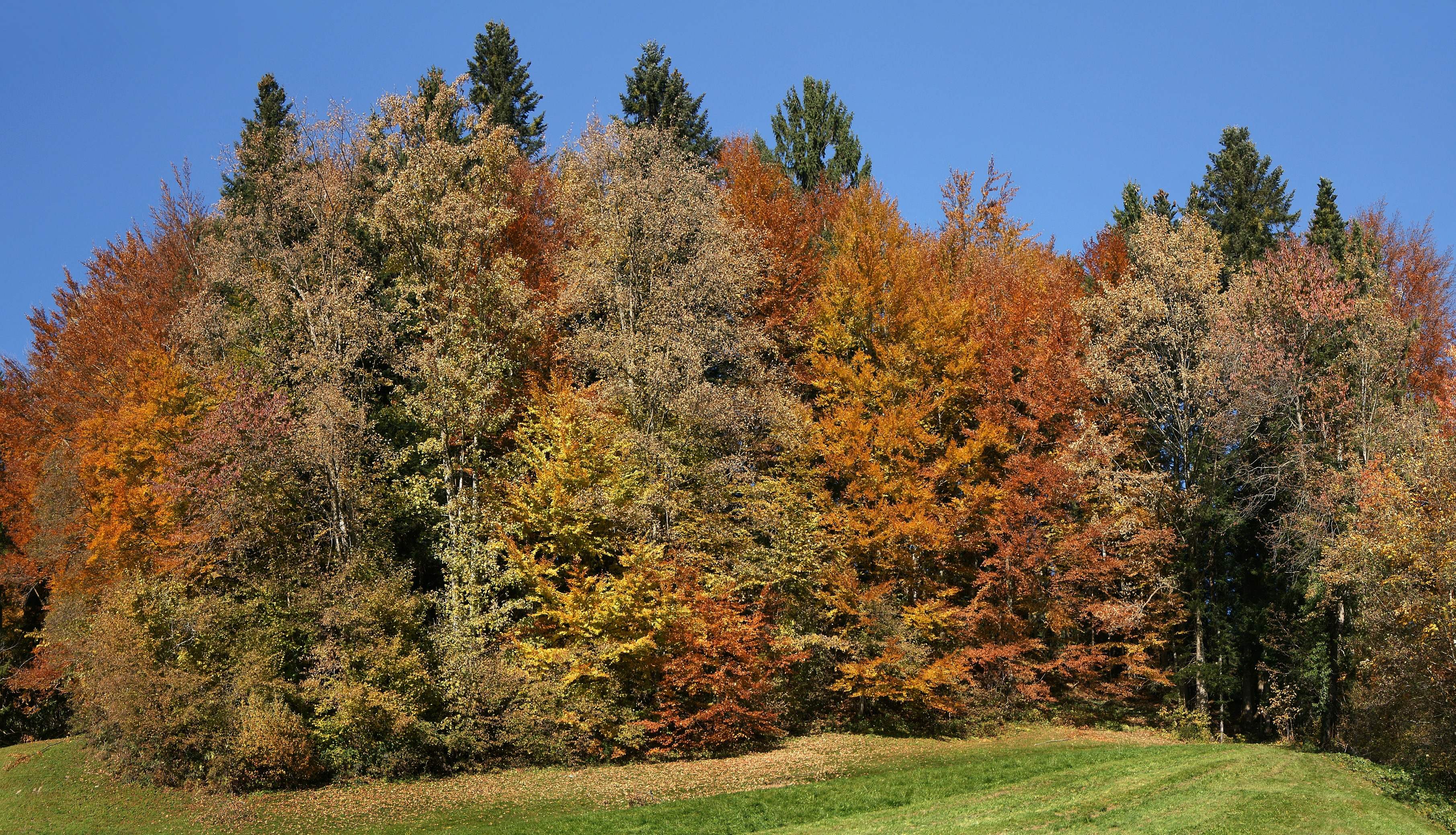
الخريف في الغابة المختلطة

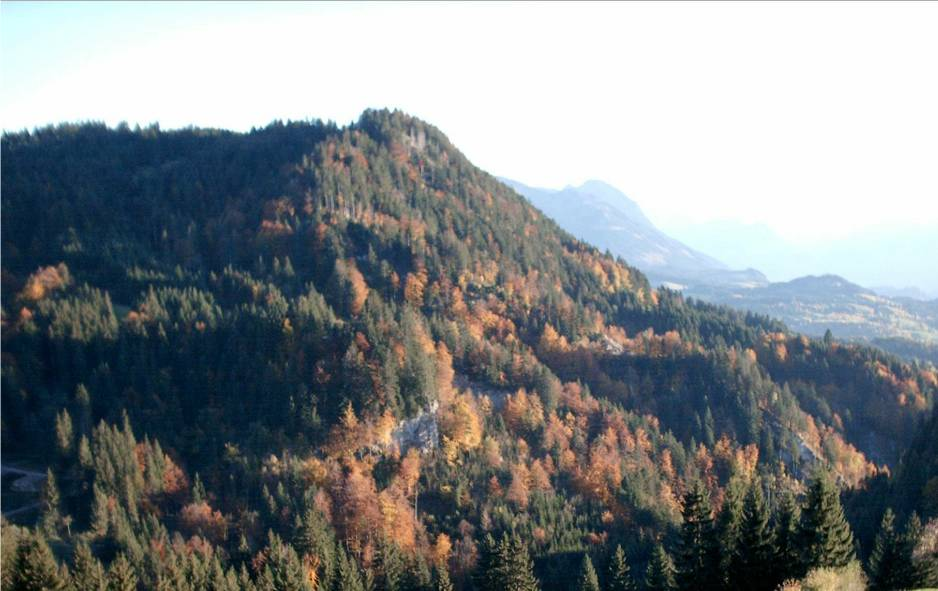
غابة جبلية مختلطة في الخريف بالقرب من Burgberg ، Lkr. Oberallgäu

الغابة المختلطة "Mischwald " هي مصطلح عام في الغالب يشير إلى الغابات التي فيها العديد من أنواع الأشجار، على سبيل المثال الأشجار ذات الأوراق المتساقطة "Laub" والصنوبرية "Nadelbäume" معًا. ومن وجهة نظر إيكولوجية «وجهة نظر بيئية»، ومن الشروط المسبقة أن يكون كل نوع من أنواع الأشجار متاحًا ومتوافر بما يكفي للقيام بدور خاص بالأنواع في النظام البيئي. تتحدث إدارة الغابات عن "Mischbeständen" (وهو مجتمع متاخم للأشجار موحد بدرجة كافية من حيث التكوين أو البنية أو العمر أو الحجم أو الفئة أو التوزيع أو الترتيب المكاني أو جودة الموقع أو الحالة أو الموقع لتمييزه عن المجتمعات المجاورة) بمجرد أن يكون الامتزاج على الأقل 5٪ من المساحة. ومن وجهة نظر بيئية عندما يكون الامتزاج قليل يعتبر غير مهم وبالتالي لا يأخذ بعين الاعتبار.
يمكن تقسيم الغابات المختلطة إلى غابات مختلطة متساقطة الأوراق، في الغالب وعلى وجه الخصوص أنواع مختلفة من الأشجار ذات الأوراق المتساقطة، وغابات مختلطة صنوبرية، في الغالب وعلى وجه الخصوص حيث يوجد أنواع مختلفة من الأشجار الصنوبرية.
في زراعة الغابات يوجد الوصف غابات مختلطة "Mischwald " بدون إضافات وقليلاً ما يستخدم. بدلاً من ذلك، يتم استخدام مصطلحات أكثر دقة، مثل السنديان القوي "Stieleichen" - الشرد القضباني أو الأوربي "Hainbuchen"- غابة أو نبات النغت «جار الماء Erlen» - المران العالي "Eschen" غابة نهرية. ولكن من الشائع أن الوصف غابة جبلية مختلطة "Bergmischwald" للغابة الراتنجية المختلطة، للشوح والزان الأوربي، في كثير من الأحيان بمشاركة الأنواع الأخرى، في السلاسل الجبلية المنخفضة في جنوب ألمانيا وجبال الألب.
يعرّف الجرد الألماني الاتحادي للغابات، الغابات المختلطة على النحو التالي: هناك أشجار من جنسين نباتيين على الأقل، لكل منها ما لا يقل عن 10 في المائة من المساحة.وفقًا لمسوحات الجرد الفيدرالي للغابات الثالثة (2012)، فإن 76 في المائة من الغابات الألمانية عبارة عن غابات مختلطة. بين عامي 2002 و 2012، زادت نسبة الغابات المختلطة في ألمانيا بنسبة 5 في المائة.
استعمل مصطلح المخزون المختلط "Mischbestand" لتمييز في المخزون النقي من نوع واحد "Reinbestand". وهنا لا يوجد فرق بين الأشجار ذات الأوراق المتساقطة والصنوبريات.